# Doo-Wops & Hooligans
| 전문가 평가            | 전문가 평가 |
| 총 점수                | 총 점수     |
| 출처                   | 점수        |
| ---------------------- | ----------- |
| AnyDecentMusic?        | 4.9/10      |
| 메타크리틱             | 61/100      |
| 평가 점수              |             |
| 출처                   | 점수        |
| AllMusic               | [ 3 ]       |
| Consequence            | B–          |
| The Daily Telegraph    | [ 5 ]       |
| Entertainment Weekly   | B+          |
| The Guardian           | [ 7 ]       |
| The Independent        | [ 8 ]       |
| The New Zealand Herald | 3/5         |
| Q                      | [ 10 ]      |
| Rolling Stone          | [ 11 ]      |
| Slant Magazine         | [ 12 ]      |

《Doo-Wops & Hooligans》는 미국의 싱어송라이터 브루노 마스의 데뷔 스튜디오 음반이다. 2010년 10월 4일 애틀랜틱 레코드와 엘렉트라 레코드를 통해 발매되었다. EP 《It's Better If You Don't Understand》 (2010년)가 발매된 후, 마스의 작사, 작곡 및 프로듀싱 팀인 스미징턴스는 니들즈, 수파 둡스, 제프 바스커와 함께 음반 작업을 시작했다. 《Doo-Wops & Hooligans》는 다양한 영향을 받았다. 가사적으로, 이 음반은 실패한 관계, 고통, 외로움과 함께 근심 없는 낙관주의를 시각화한다. 주로 The Doo-Wops & Hooligans Tour (2010년~2012년)와 저넬 모네이와의 Hooligans in Wondaland Tour (2011년)를 통해 홍보되었다. 이 음반의 제목은 단순함을 반영하고 남성과 여성에게 어필하기 위해 선택되었다.
2010년 9월 24일, 이 음반은 정식 발매 전에 공개되었다. 그럼에도 불구하고 캐나다, 독일, 아일랜드, 네덜란드, 스위스, 영국에서 1위를 차지하며 상업적인 성공을 거두었다. 이 음반은 미국에서 빌보드 200 차트 3위에 올랐고 뉴질랜드에서 2011년 두 번째로 많이 팔린 음반이며, 영국과 호주에서 세 번째로 많이 팔린 음반이며, 독일과 스위스에서 네 번째로 많이 팔린 음반이다. 이 음반은 2017년 기준으로 미국에서 262만 장 이상 팔렸고, 2020년에는 이미 전 세계적으로 1551만 장이 팔렸다.
《Doo-Wops & Hooligans》의 첫 두 싱글 〈Just the Way You Are〉와 〈Grenade〉는 미국, 호주, 캐나다, 뉴질랜드, 영국에서 1위를 차지하며 국제적으로 성공을 거두었다. 이후 싱글 〈The Lazy Song〉과 〈Marry You〉도 상업적인 성공을 거두어 10개 이상의 국가에서 톱 10에 진입했다. 〈Talking to the Moon〉과 〈Count on Me〉는 한정 발매되었고 〈Liquor Store Blues〉, 〈Somewhere in Brooklyn〉은 프로모션 싱글이었다.
이 음반은 미국 아티스트 마이클 잭슨과 제이슨 므라즈의 작품과 유사하다는 평을 받은 음악 평론가들로부터 대체적으로 호의적인 평가를 받았다. 《Doo-Wops & Hooligans》는 제54회 그래미 어워드에서 〈Grenade〉로 올해의 앨범상, 올해의 레코드상, 올해의 노래상 등 5개 부문에 후보로 올랐다. 이 음반은 2012 스위스 뮤직 어워드에서 베스트 앨범/팝 록 인터내셔널 후보에 오르기도 했다. 2010년, About.com의 빌 램과 《롤링 스톤》의 조디 로젠은 《Doo-Wops & Hooligans》를 올해의 최고의 데뷔 음반 중 하나로 선정했다.

## 배경 및 성장
히트 싱글 〈Nothin' on You〉와 〈Billionaire〉가 발매된 후, 스미징턴스 (브루노 마스, 필립 로렌스, 아리 레빈으로 구성된 작곡 및 음반 제작 트리오)는 6개월의 마감 시한을 두고 마스의 데뷔 음반 작업을 시작하라는 요청을 받았다. "수요가 바뀌어" 음반을 완성하기까지 한 달이 남았다. 작곡가와 아티스트로 자리매김하는 동안, 마스는 여러 아티스트들과 함께 작업했고 "제작과 작곡 과정을 구상"하는 데 오랜 시간을 보냈다.
마스는 음반 제목에 대해 "저는 여성과 남성들이 공감할 수 있는 음반을 가지고 있습니다. 그래서 두왑은 여자를 위한 것이고 훌리건은 남자를 위한 것입니다." 그는 여러 인터뷰에서 "저는 두왑 음악을 좋아했던 아빠의 음악을 들으며 자랐습니다". 그 소리들은 "바로 핵심"이며 단순하다. 그 소리들은 그의 로맨틱한 면을 나타내는 "아름다운 멜로디와 목소리"에 의존한다. 그의 젊음으로 인해, 그는 파티하는 것을 좋아하였다. 마스는 MTV 뉴스와의 인터뷰에서 데뷔 음반을 완성했다고 말했다. 올해 초 발표한 그의 데뷔 EP 《It's Better If You Don't Understand》는 "무엇이 준비되어 있는지 조금 맛보게 해줬다"는 평을 받았다.
작사, 작곡 외에도 스미징턴스는 작곡가와 다른 프로듀서들과 함께 음반을 프로듀싱했다. 그들 중에는 니들즈와 칼릴 월튼이 있었는데, 그들은 파일을 교환함으로써 〈Just the Way You Are〉를 작곡하는 것을 도왔다. 마스는 이 싱글을 만드는 데 몇 달이 걸렸을 뿐 "깊거나 시적인" 것은 아니라고 말했다. 다섯 번째 트랙인 〈The Lazy Song〉은 노래에 대한 아이디어 부족과 작업에 대한 거부감에서 영감을 받았다. 로렌스에 따르면 〈Marry You〉는 라스베이거스에서의 자발적인 결혼에서 따온 것이라고 한다. 보너스 트랙인 〈Somewhere in Brooklyn〉은 마스의 아버지와 뉴욕에서 영감을 받았다. 노래에서, 한 여성 캐릭터가 브루클린에 있고 그 가수는 그녀를 찾으려고 한다.

## 상업적 성과
《Doo-Wops & Hooligans》는 미국에서 2010년 10월 13일 발매일에 55,000장의 판매고를 올리며 빌보드 200에서 3위로 데뷔했다. 이 음반은 빌보드 톱 카탈로그 음반 차트에서 1위를 차지했으며, 밥 말리 & 더 웨일러스의 컴필레이션 음반 《Legend》 (1984년)를 제치고 2013년 가장 많은 1위를 차지했다. 이 음반은 마이클 잭슨의 2003년 가장 히트한 음반인 《Number Ones》 (19주)에 이어 남성 아티스트로는 두 번째로 긴 1위를 차지했다. 2014년 2월 5일, 마스의 그래미 어워드 출연과 슈퍼볼 XLVIII 하프타임 쇼 공연 이후, 《Doo-Wops & Hooligans》의 판매량은 303% 증가했고, 빌보드 200에서 19위로 반등했다. 이 음반은 미국 음반 산업 협회로부터 7배 플래티넘 인증을 받았으며, 2017년 7월까지 미국에서 2,626,000장이 팔렸다. 2021년 1월 6일, 《Doo-Wops & Hooligans》는 빌보드 200에서 500주를 보냈으며, 앞서 언급한 주에 도달한 아홉 번째 타이틀이 되었다. 《Doo-Wops & Hooligans》는 앞서 언급한 차트에서 데뷔 음반 중 가장 오래 지속된 음반이기도 하다. 미국 음반 산업 협회에 따르면, 이 음반은 2010년대 9번째로 가장 높은 인증을 받은 음반이라고 한다.
캐나다에서는 6위로 데뷔했다. 차트에 오르내린 후, 음반은 4개월 후인 2011년 2월 5일 1위에 올랐다. 뮤직 캐나다로부터 트리플 플래티넘 인증을 받았다. 이 음반은 5위로 데뷔했고, 2위로 정점을 찍었으며, 뉴질랜드에서 9번의 플래티넘 인증을 받았다. 호주에서 7위로 데뷔했고, 2위로 정점을 찍었으며, 호주 음반 산업 협회로부터 28만 장의 출하량을 인증받았다.
2010년 10월 24일, 《Doo-Wops & Hooligans》는 영국에서 첫 주 6,775장의 수입 판매량을 기록하며 79위로 데뷔했다. 2011년 첫 번째 차트에서는 리한나의 《Loud》를 제치고 1위를 차지했고, 1주일을 1위로 보냈다. 《Doo-Wops & Hooligans》는 영국에서 2011년 두 번째로 백만 장이 팔린 음반이었다. 이 음반은 120만 장의 판매고를 올리며 그 해 세 번째로 많이 팔린 음반이었다. 2016년 11월 기준으로 이 음반은 1,712,854장이 팔렸고 2018년 영국 축음기 협회로부터 60배 플래티넘 인증을 받았다. 이 곡은 아일랜드와 스코틀랜드 음반 차트에서 1위를 차지했고 아일랜드 음반 산업 협회로부터 4번의 플래티넘 인증을 받았다.
필리핀에서는 2014년 필리핀 음반 산업 협회로부터 더블 다이아몬드 인증을 받은 《Doo-Wops & Hooligans》이 30만장의 판매고를 올리며 국내 7번째로 많이 팔린 음반이다. 이 곡은 플란데렌, 크로아티아, 네덜란드, 독일, 스위스 차트에서 1위를 차지했다. 이 음반은 독일 (유럽 최고치)에서 50만 장이 팔렸고, 독일 음반 산업 협회로부터 5배 골드 인증을 받았으며, 오스트리아, 덴마크, 핀란드, 멕시코, 노르웨이, 폴란드, 포르투갈, 스페인, 스웨덴에서 톱 10에 올랐으며 IFPI 덴마크로부터 플래티넘 4배 인증을 받았다. 2021년까지 《Doo-Wops & Hooligan》s는 전 세계적으로 1550만 장 이상이 팔렸다.

## 곡 목록
| #            | 제목                                                 | 작사·작곡 | 프로듀서                                      | 재생 시간 |
| ------------ | ---------------------------------------------------- | --- | --------------------------------------------- | --------- |
| 1.           | 〈Grenade〉                                          | Bruno Mars Philip Lawrence Ari Levine Brody Brown Claude Kelly Andrew Wyatt                                                  | The Smeezingtons                              | 3:42      |
| 2.           | 〈Just the Way You Are〉                             | Mars Lawrence Levine Khalil Walton Khari Cain                                                                                | The Smeezingtons Needlz                       | 3:40      |
| 3.           | 〈Our First Time〉                                   | Mars Lawrence Levine Dwayne Chin-quee Mitchum Chin                                                                           | The Smeezingtons Dwayne "Supa Dups" Chin-quee | 4:03      |
| 4.           | 〈Runaway Baby〉                                     | Mars Lawrence Levine Brown                                                                                                   | The Smeezingtons                              | 2:27      |
| 5.           | 〈The Lazy Song〉                                    | Mars Lawrence Levine K'naan                                                                                                  | The Smeezingtons                              | 3:15      |
| 6.           | 〈Marry You〉                                        | Mars Lawrence Levine | The Smeezingtons                              | 3:50      |
| 7.           | 〈Talking to the Moon〉                              | Mars Lawrence Levine Albert Winkler Jeff Bhasker                                                                             | The Smeezingtons Bhasker                      | 3:37      |
| 8.           | 〈Liquor Store Blues〉 (featuring Damian Marley)     | Mars Lawrence Levine Chin-quee Chin Damian Marley Thomas Pentz                                                               | The Smeezingtons Chin-quee                    | 3:49      |
| 9.           | 〈Count on Me〉                                      | Mars Lawrence Levine | The Smeezingtons                              | 3:17      |
| 10.          | 〈The Other Side〉 (featuring CeeLo Green and B.o.B) | Mars Lawrence Levine Brown Mike Caren Patrick Stump Kaveh Rastegar John Wicks Jeremy Ruzumna Joshua Lopez Bobby Simmons, Jr. | The Smeezingtons                              | 3:47      |
| 총 재생 시간 | 총 재생 시간                                         | 총 재생 시간 | 총 재생 시간                                  | 35:27     |

| #   | 제목                                             | 작사·작곡                                | 프로듀서                  | 재생 시간 |
| --- | ------------------------------------------------ | ---------------------------------------- | ------------------------- | --------- |
| 11. | 〈Somewhere in Brooklyn〉                        | Mars, Lawrence, Levine                   | The Smeezingtons          | 3:01      |
| 12. | 〈Talking to the Moon〉 (Acoustic Piano Version) | Mars, Lawrence, Levine, Winkler, Bhasker | The Smeezingtons, Bhasker | 3:37      |

## 인증
| 국가                                                                                         | 인증          | 판매량/출하량 |
| -------------------------------------------------------------------------------------------- | ------------- | ------------- |
| 오스트레일리아 (ARIA)                                                                        | 4× 플래티넘   | 280,000^      |
| 오스트리아 (IFPI 오스트리아)                                                                 | 플래티넘      | 20,000*       |
| 벨기에 (BEA)                                                                                 | 플래티넘      | 30,000*       |
| 브라질 (Pro-Música Brasil)                                                                   | 플래티넘      | 40,000*       |
| 캐나다 (뮤직 캐나다)                                                                         | 3× 플래티넘   | 240,000^      |
| 덴마크 (IFPI Danmark)                                                                        | 4× 플래티넘   | 80,000        |
| 프랑스 (SNEP)                                                                                | 2× 플래티넘   | 200,000*      |
| 독일 (BVMI)                                                                                  | 5× 골드       | 500,000^      |
| 아일랜드 (IRMA)                                                                              | 4× 플래티넘   | 60,000^       |
| 이탈리아 (FIMI)                                                                              | 플래티넘      | 50,000        |
| 일본 (RIAJ)                                                                                  | 플래티넘      | 250,000^      |
| 일본 (RIAJ) Digital                                                                          | 골드          | 100,000*      |
| 멕시코 (AMPROFON)                                                                            | 골드          | 30,000^       |
| 네덜란드 (NVPI)                                                                              | 골드          | 25,000^       |
| 뉴질랜드 (RMNZ)                                                                              | 9× 플래티넘   | 135,000       |
| 필리핀 (PARI)                                                                                | 2× 다이아몬드 | 300,000*      |
| 폴란드 (ZPAV)                                                                                | 골드          | 10,000*       |
| 포르투갈 (AFP)                                                                               | 골드          | 10,000^       |
| 싱가포르 (RIAS)                                                                              | 3× 플래티넘   | 30,000*       |
| 스페인 (PROMUSICAE)                                                                          | 골드          | 30,000^       |
| 스웨덴 (GLF)                                                                                 | 골드          | 20,000        |
| 스위스 (IFPI 스위스)                                                                         | 2× 플래티넘   | 60,000^       |
| 영국 (BPI)                                                                                   | 6× 플래티넘   | 1,800,000     |
| 미국 (RIAA)                                                                                  | 7× 플래티넘   | 7,000,000     |
| 요약                                                                                         |               |               |
| 유럽 (IFPI)                                                                                  | 3× 플래티넘   | 3,000,000*    |
| *판매량을 기반으로 한 인증 · ^출하량을 기반으로 한 인증 · 판매량+스트리밍을 기반으로 한 인증 |               |               |